# Ochota (řeka)
Ochota (rusky Охота) je řeka v Chabarovském kraji v Rusku. Je dlouhá 393 km. Plocha povodí měří 19 100 km². Na horním toku se nazývá Levá Ochota (rusky Левая Охота)

## Průběh toku
Pramení na horském hřbetu Suntar-Chajata a teče na jih v široké dolině mezi Judomským a Kuchtujským hřbetem. Ústí do Ochotského moře. Ve vzdálenosti 32 km od ústí odbočuje vlevo z řeky rameno, které teče do řeky Chajbas, jež je přítokem Kuchtuje.

## Vodní režim
Zdrojem vody jsou sněhové a dešťové srážky. Průměrný průtok vody činí přibližně 200 m³/s. Zamrzá na konci října až na začátku listopadu a rozmrzá v květnu.

## Využití
Je splavná pro vodáky. Vodní doprava je možná na dolním toku. Je místem tření lososů. Nedaleko ústí se nachází přístav Ochotsk.